# Pianista (książka)
Pianista. Warszawskie wspomnienia 1939–1945 – autobiografia polskiego kompozytora, pianisty i aranżera żydowskiego pochodzenia Władysława Szpilmana.

## Opis
Opublikowana w 1946 roku książka Władysława Szpilmana nosiła pierwotnie tytuł Śmierć miasta. Pamiętniki Władysława Szpilmana 1939–1945. Została opracowana przez przyjaciela kompozytora, Jerzego Waldorffa. Książka została ocenzurowana i wydana w małym nakładzie, bowiem opisywała historię nie pasującą do oficjalnych wersji (opis polskich „szmalcowników”, dobry wróg opisany jako Austriak pomagający Szpilmanowi, udział jednostek ukraińskich i litewskich w masakrach w getcie warszawskim). 
Po ponad 50 latach dzięki staraniom Andrzeja Szpilmana ukazała się w niemieckim wydawnictwie Ullstein w 1998 roku poprawiona i uzupełniona wersja książki pod nowym tytułem Pianista, w której oficer Wehrmachtu Wilm Hosenfeld jest Niemcem. Nowe wydanie zawiera fragmenty pamiętnika Wilma Hosenfelda oraz zdjęcia z archiwum Władysława Szpilmana. W Polsce książka ukazała się nakładem wydawnictwa Znak w Krakowie w 2000 roku i pozostawała w 2001, 2002 i 2003 na czołowych pozycjach listy bestsellerów Rzeczypospolitej, przez 36 tygodni czołowe pozycje osiągała we Francji, 16 tygodni na liście bestsellerów The New York Times. Pianista został wyróżniony tytułem najlepszej książki roku przez The Boston Globe, Los Angeles Times, The Wall Street Journal, The Independent i inne. Prestiżowe francuskie czasopismo Lire uznało Pianistę za książkę numer 1 roku 2001. Czytelnicy Elle ocenili tę książkę podobnie.
Książka została przetłumaczona na około 40 języków. Na podstawie książki zrealizowano film Pianista (2002), w reżyserii Romana Polańskiego.